# Synagoga w Birczy
Synagoga w Birczy – nieistniejąca synagoga znajdująca się w Birczy.

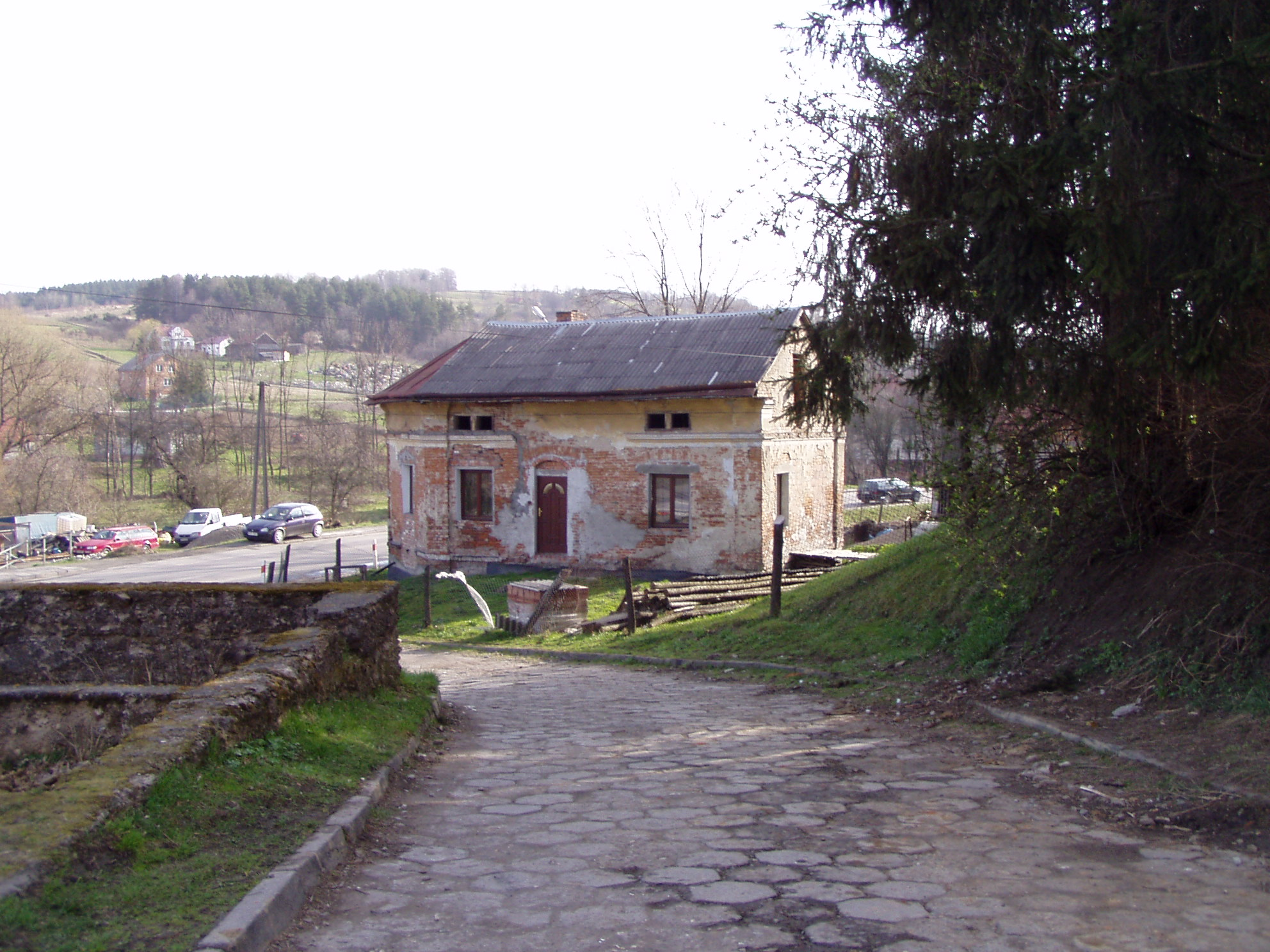
Mykwa

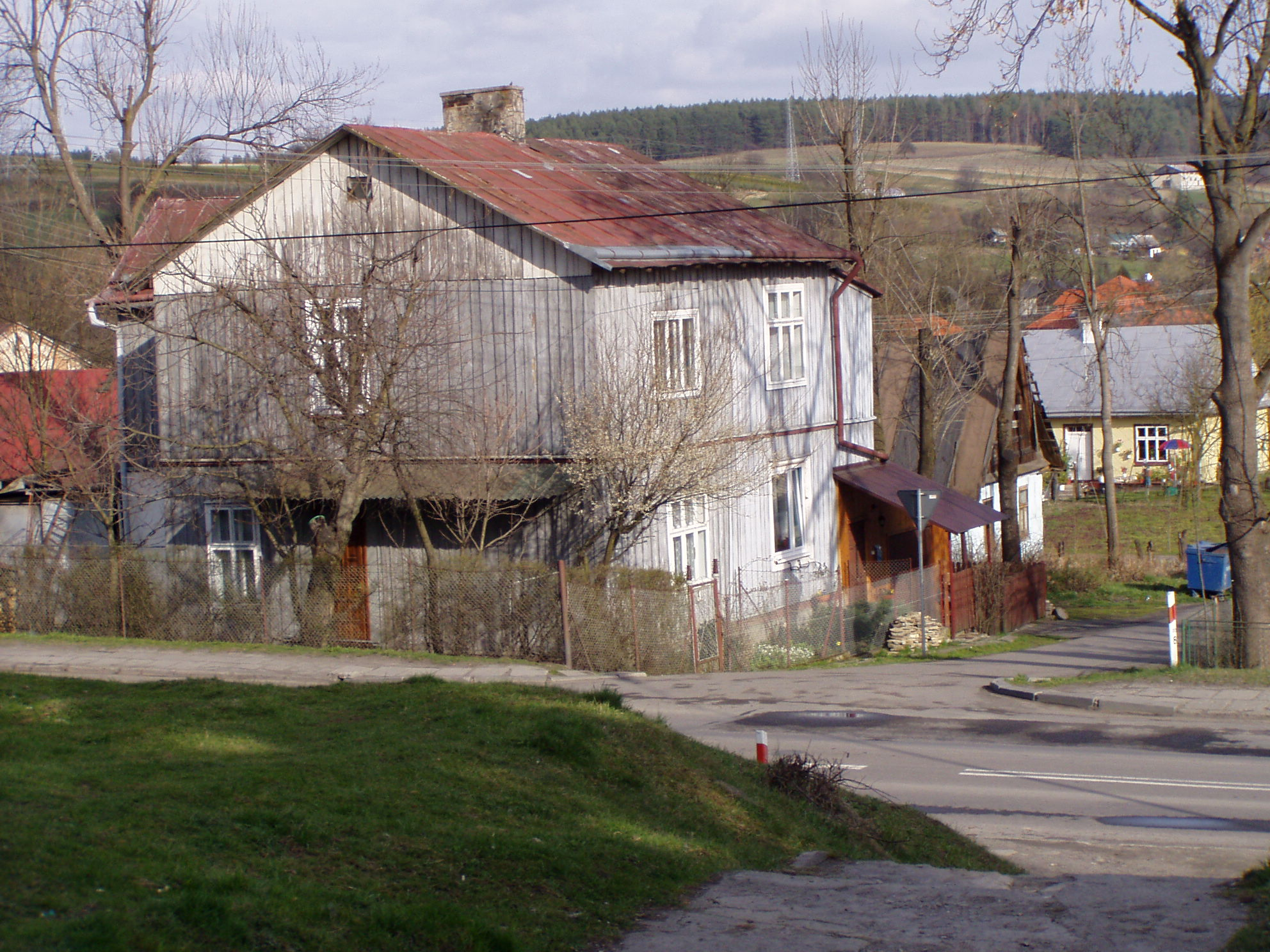
Dom rabina

Podczas II wojny światowej hitlerowcy doszczętnie zniszczyli synagogę. W latach 50. na części fundamentów synagogi rozpoczęto budowę prywatnego budynku mieszkalnego. Ponieważ była to samowola budowlana, budowę wstrzymano, pozostały tylko widoczne fundamenty.
W lipcu 2009 w miejscu synagogi rozpoczęto budowę budynku usługowego.
Z dawnego kompleksu gminy żydowskiej zachował się tylko budynek mykwy i dom rabina.